# 4426 Roerich
4426 Roerich (1969 TB6) là một tiểu hành tinh vành đai chính được phát hiện ngày 15 tháng 10 năm 1969 bởi L. I. Chernykh ở Nauchnyj.